# Charles Rodney Morgan
Charles Rodney Morgan, né le 2 décembre 1828 à Londres et mort le 14 janvier 1854 à Marseille, est un homme politique britannique.

## Biographie

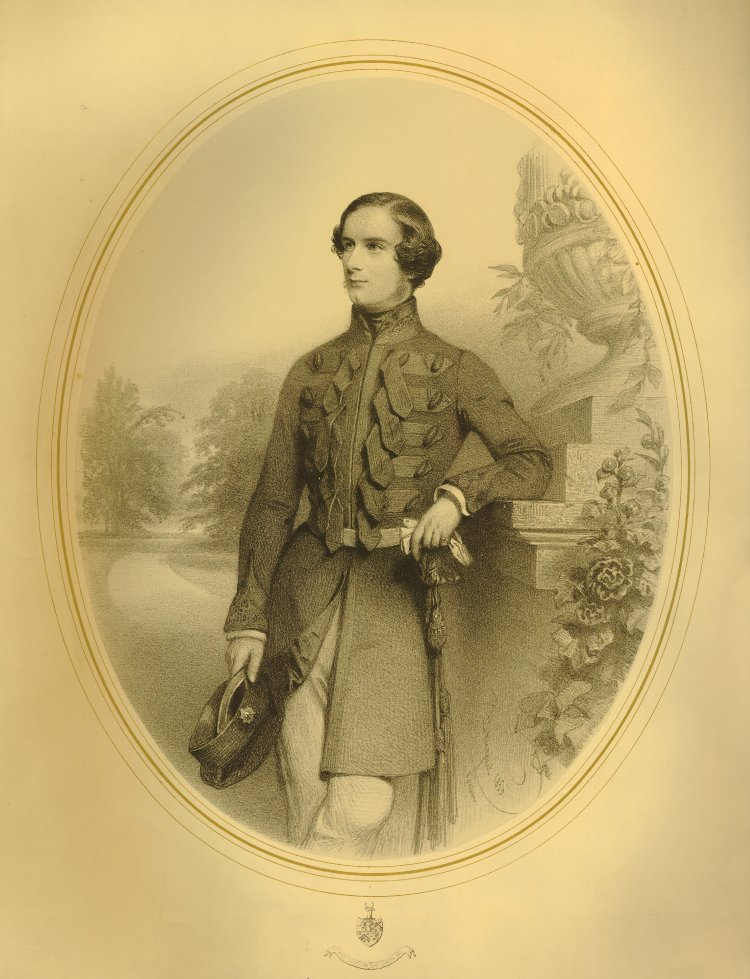
Charles Rodney Morgan (1850).

Charles Rodney Morgan est le fils de Charles Morgan (1er baron Tredegar) et de Rosamund Mundy. Marié à Émilie Renaud, leur petite-fille, Berthe Morgan, sera l'épouse de l'amiral Darlan. Sa veuve se remariera à l'agent de change Eugène Lecomte et sera la grand-mère de Jean Cocteau.
Il est député conservateur de Brecon de 1852 jusqu'à sa mort.

## Source de la traduction
- (en) Cet article est partiellement ou en totalité issu de l’article de Wikipédia en anglais intitulé « Charles Rodney Morgan » (voir la liste des auteurs).